# Blacus achterbergi
Blacus achterbergi är en stekelart som beskrevs av Haeselbarth 1976. Blacus achterbergi ingår i släktet Blacus och familjen bracksteklar. Inga underarter finns listade.